# Максанс Парро
Максанс (Макс) Парро (фр. Maxence Parrot, нар. 6 червня 1994) року — канадський сноубордист, спеціаліст зі слоупстайлу та біг-ейру, олімпійський чемпіон та медаліст, багаторазовий чемпіон та медаліст X-ігор.
Срібну олімпійську медаль Парро виборов у слоупстайлі на Олімпіаді 2018 року, що проходила в корейському Пхьончхані. На Зимових олімпійських іграх 2022 року в Китаї Парро виборов золоту медаль зі слоупстайлу і бронзову медаль в біг-ейр.

## Боротьба з раком
У грудні 2018 року у Парро виявили рак — лімфому Ходжкіна. Протягом шести місяців спортсмен пройшов 12 курсів хіміотерапії, які дали позитивний результат. Парро поборов хворобу і доволі швидко повернувся до змагань.

## Олімпійські ігри
| Рік  | Місто                     | Слоупстайл | Біг-ейр |
| ---- | ------------------------- | ---------- | ------- |
| 2014 | Сочі, Росія               | 5          | Н/Д     |
| 2018 | Пхьончхан, Південна Корея | 2          | 9       |
| 2022 | Пекін, Китай              | 1          | 3       |

## Чемпіонат світу
| Рік  | Місто      | Слоупстайл | Біг-ейр |
| ---- | ---------- | ---------- | ------- |
| 2021 | Аспен, США | 6          | 2       |